# ناروشوو
ناروشوو (به لاتین: Naruszewo) یک روستا در لهستان است که در گمینا ناروشوو واقع شده‌است.